# Acanthorrhinum
Acanthorrhinum – rodzaj roślin z rodziny babkowatych (Plantaginaceae). Obejmuje 2 gatunki występujące w północno-zachodniej Afryce.

## Systematyka
Pozycja według APweb (aktualizowany system APG III z 2009)
Jeden z rodzajów plemienia Antirrhineae z rodziny babkowatych (Plantaginaceae) z rzędu jasnotowców (Lamiales) należącego do dwuliściennych właściwych.
Wykaz gatunków
- Acanthorrhinum ramosissimum (Coss. & Durieu) Rothm.
- Acanthorrhinum rivas-martinezii (Sánchez Malta) Fern.Casas & Sánchez Mata